# Foresta di Tronçais

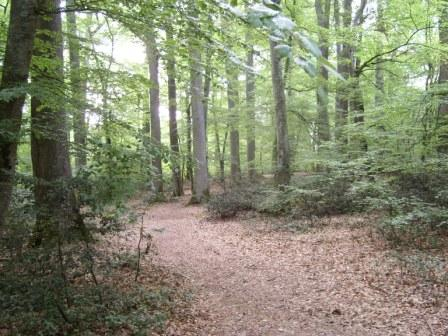
Foresta di Tronçais

La foresta di Tronçais è una foresta demaniale francese di 10.600 ettari
La foresta è costituita soprattutto da roveri ed ha la reputazione di essere il più bel bosco di querce in Europa. È gestita dall'Ufficio nazionale delle foreste.

## Situazione geografica
La foresta si estende tra i comuni di Braize, Cérilly, Couleuvre, Isle-et-Bardais, Le Brethon, Meaulne, Saint-Bonnet-Tronçais, Urçay, Valigny e Vitray, nel dipartimento dell'Allier in Alvernia-Rodano-Alpi.
La pluviometria si aggira tra 800 e 900 mm a seconda della località. La temperatura media è di circa 10 °C.
Il terreno presenta leggere pendenze, innalzandosi verso il massiccio di La Bouteille e scendendo nelle vallate formate dai principali corsi d'acqua. Le altitudini si aggirano tra i 205 m (a nord-ovest) fino a ai 360 m s.l.m. Il massiccio forestale è ritagliato in quattro parti: Armenanche all'Est, la riserva al centro, i terreni bianchi a Nord-ovest e La Bouteille a sud-ovest. Esistono notevoli spazi aperti nel massiccio.
L'idrologia della zona comprende numerosi ruscelli, due fiumi importanti che attraversano il massiccio: la Marmande e la Sologne e diversi laghi e laghetti.
- stagno Saint-Bonnet (440.000 m2), naturale, ma ingrandito alla fine del XVIII secolo per aiutare a sostenereil livello del lago di Morat;
- lago di Tronçais (180.000 m2), artificiale, creato nel 1789 per fornire energia alle fonderie della zona;
- un lago privato (130.000 m2), sul corso della Sologne, a valle del lago di Tronçais;
- lago di Saloupdi (120.000 m2), anch'esso privato, situato a monte del lago di Tronçais;
- lago di Pirot, situato sul corso del Marmande, creato nel 1848 per alimentare il canale di Berry tramite il lago di Goule; raggiunge la profondità di 14 m al piede della diga.

## Storia
I primi riferimenti al Tronçais risalgono al XIII secolo, in un documento relativo a La Bouteille. Il nome Tronçais deriverebbe da una vecchia denominazione della rovere. 
Tronçais comprendeva quattordici parrocchie, quando fu ceduta nel 1327 ai duchi Borboni. In seguito, nel 1527, venne confiscata dal re e da allora è sotto il potere statale.
La creazione del querceto di Tronçais risale al ministro Colbert allo scopo di utilizzarne il legno per la carpenteria marittima, in modo da dotare il regno di Francia di una potente marina. La foresta venne sfruttata anche durante la Rivoluzione francese e il legno venne utilizzato anche per produrre carbone nella fonderia di Tronçais, creata da Nicolas Rambourg, rimasta in attività dal 1791 al 1932. Con la diminuzione della pressione economica, notevoli miglioramenti nel rimboschimento avvennero nel XIX secolo.

## La foresta attuale
La foresta demaniale di Tronçais sotto il controllo dell'Ufficio nazionale delle foreste è divisa in 442 lotti o, come si dice in gergo forestale, particelle. La foresta è costituita principalmente da rovere, che predomina sul 95% della sua superficie, mentre il pino silvestre o il pino nero crescono sul rimanente 5%, dove il suolo è più povero. Il faggio e il carpino bianco sono presenti in mescolanza alla rovere. Si trova anche il ciavardello ed il ciliegio selvatico. Le zone a rovere sono gestite ad alto fusto su un ciclo (turno) di oltre 200 anni e quelle a conifere su un ciclo di 100 anni.
Il legno di rovere di Tronçais è particolarmente apprezzato per la sua eccellente qualità, in particolare per la produzione di barili destinati all'invecchiamento dei vini, del cognac e in Italia della grappa. Questa preferenza è legata a molti elementi, condivisi da piante che trovano in altre foreste demaniali del dipartimento dell'Allier e della regione dell'Alvernia, nella zona del Massiccio Centrale. Il legno di rovere (o semplicemente "il rovere", sostantivo maschile, da non confondersi con "la rovere", sostantivo femminile, che indica la pianta) ha infatti relativamente pochi nodi e la gestione duratura in boschetto regolare permette di avere alberi slanciati e naturalmente ampi. Gli anelli di crescita sono fini e regolari, cosa molto ricercata dai mastri bottai. Il legno conferisce un colore ambrato e la sua composizione chimica cede sostanze fondamentali apprezzate nella degustazione di alcolici stravecchi.